# Bias di risultato
Il bias di risultato è un errore commesso nella valutazione della qualità di una decisione quando il risultato di tale decisione è già noto. In particolare, l'effetto del risultato si verifica quando lo stesso "comportamento produce maggiori condanne etiche se produce un risultato negativo anziché positivo, anche se il risultato è determinato per caso".
Sebbene simili al bias del senno di poi, i due fenomeni sono nettamente diversi. Il bias del senno di poi concentra sulla distorsione della memoria per favorire l'attore, mentre il bias di risultato si concentra esclusivamente sul considerare il risultato passato di più di altre informazioni nel valutare se una decisione passata era corretta.

## Panoramica
Spesso si giudicherà una decisione passata in base al suo risultato finale anziché basandosi sulla qualità della decisione nel momento in cui è stata presa, dato ciò che era noto in quel momento. Questo è un errore perché nessun decisore sa mai se un rischio calcolato si risolverà o meno per il meglio. L'esito effettivo della decisione sarà spesso determinato per caso, con alcuni rischi che si risolvono e altri no. Gli individui i cui giudizi sono influenzati dal bias di risultato sembrano far incolpare i decisori di eventi al di fuori del loro controllo.
Baron e Hershey (1988) hanno presentato ai soggetti situazioni ipotetiche al fine di verificarlo. Uno di questi esempi ha coinvolto un chirurgo che ha deciso se effettuare o meno un intervento chirurgico rischioso su un paziente. L'intervento aveva una probabilità di successo nota. Ai soggetti è stato presentato un risultato positivo o negativo (in questo caso vivere o morire), e è stato chiesto di valutare la qualità della decisione pre-operatoria del chirurgo. Quelli presentati con risultati negativi hanno valutato la decisione peggiore di quelli che hanno avuto buoni risultati. "I fini giustificano i mezzi" è un aforisma spesso usato per esprimere l'effetto dell'Esito quando l'esito è desiderabile.
Il motivo per cui un individuo commette questo errore è che incorporerà le informazioni attualmente disponibili durante la valutazione di una decisione passata. Per evitare l'influenza della distorsione dei risultati, si dovrebbe valutare una decisione ignorando le informazioni raccolte dopo il fatto e concentrandosi su quale sia la risposta giusta o al momento in cui è stata presa la decisione.
Al di fuori degli esperimenti psicologici, è stato riscontrato che il bias di risultato è frequentemente presente nei problemi del mondo reale. Uno studio che esamina la valutazione della prestazione dei giocatori di calcio da parte di allenatori e giornalisti ha scoperto che la prestazione dei giocatori è giudicata sostanzialmente migliore - nel corso di un'intera partita - se il giocatore ha avuto un goal fortunato piuttosto che una sfortuna (dopo un tiro che colpisce uno dei pali della porta).